# 瑞典貿易暨投資委員會台北辦事處
瑞典貿易暨投資委員會台北辦事處（英語：Swedish Trade and Invest Council），是瑞典政府在台灣設立的代表機構，具有實質大使館的功能。
台灣駐瑞對應機構是位於瑞典首都斯德哥爾摩的駐瑞典台北代表團。

## 外部連結
- 官方网站